# ريبيكا سرامكوفا
ريبيكا سرامكوفا (مواليد 19 أكتوبر 1996) هي لاعبة تنس محترفة سلوفاكية، أعلى تصنيف لها في الفردي كان ال111 في مايو 2017.

## روابط خارجية
- ريبيكا سرامكوفا على موقع رابطة محترفات التنس (الإنجليزية)
- ريبيكا سرامكوفا على موقع الاتحاد الدولي لكرة المضرب (الإنجليزية)
- ريبيكا سرامكوفا على موقع كأس بيلي جين كينغ (الإنجليزية)
- ريبيكا سرامكوفا على موقع بطولة ويمبلدون (الإنجليزية)
- ريبيكا سرامكوفا على موقع خلاصة التنس.كوم (الإنجليزية)